# 柬埔寨裔美國人
柬埔寨裔美國人是祖先來自柬埔寨的美國人，包括高棉族、占族與高地高棉人等族群，2017年全美國的柬埔寨裔人數約為33萬人，約合美國人口的0.1%，其中大部分居住在加利福尼亚州、宾夕法尼亚州與麻薩諸塞州。
1979年紅色高棉被推翻後，大批柬埔寨難民來到美國，1975年至1994年間共有移民者共有約158000人，其中約149000人為難民，美國政府將他們分散到各城市，在美國落腳後他們漸集中到加州的長灘、弗雷斯诺和斯托克顿，羅德島州的普罗维登斯，宾夕法尼亚州的費城，麻薩諸塞州的洛厄尔與林恩以及华盛顿州的西雅圖等城鎮。

## 人口分布
南加州的長灘有約4%人口為柬埔寨裔，大多集中在該市東部的柬埔寨城，是柬埔寨本土以外柬裔人口最多的城鎮，鄰近的洛杉磯、聖塔安娜與聖地牙哥也有柬裔社群，集中在南洛杉磯的Pueblo Del Rio住宅區、洛杉磯唐人街與聖地牙哥東部的城市高地。北加州的柬埔寨裔美國人則集中在弗雷斯诺、斯托克顿與奥克兰，另外聖羅莎與聖荷西也有一定的族群。華盛頓州西雅圖都會區的塔科馬有約1.6%的人口為柬埔寨裔。

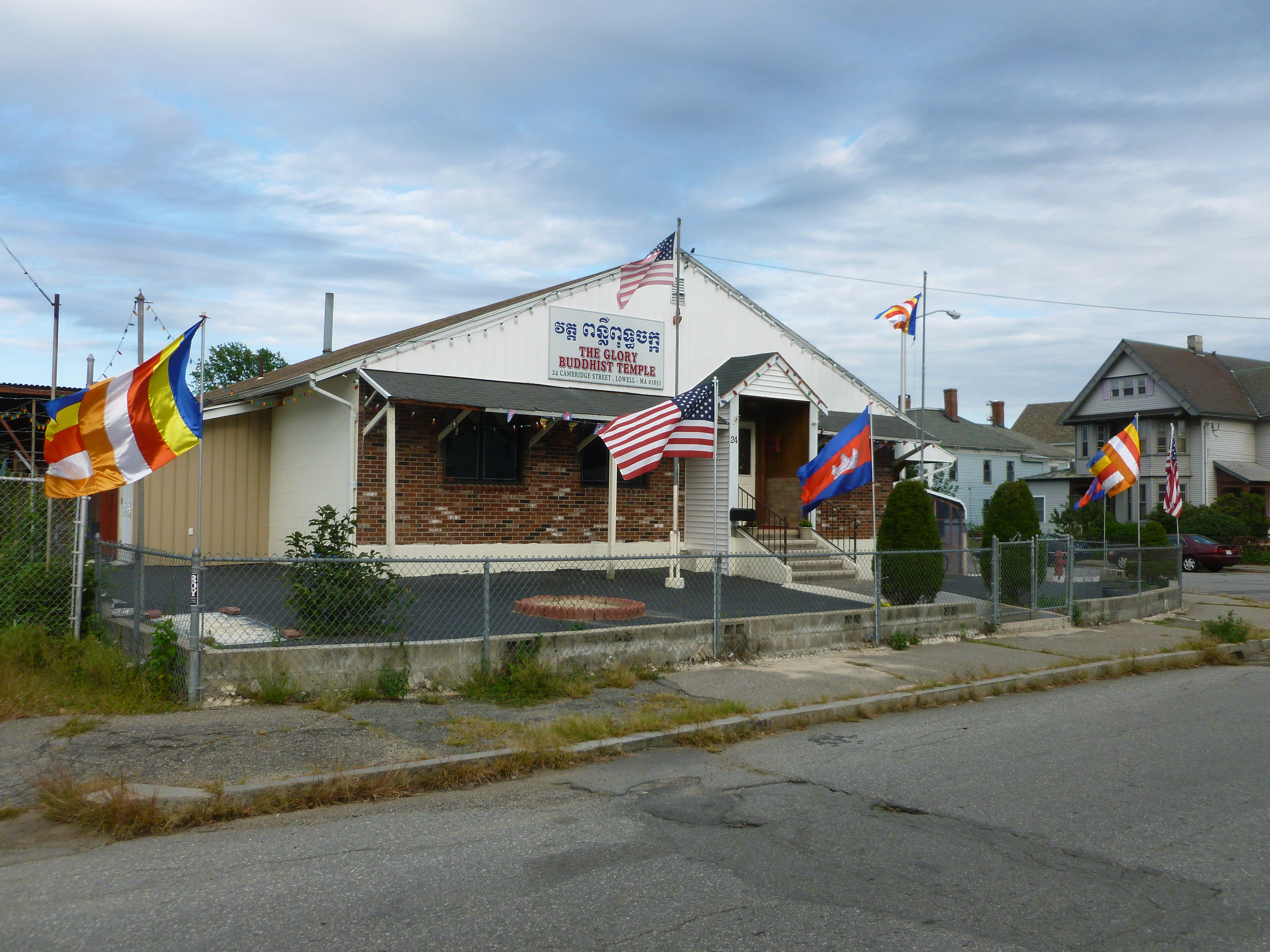
麻薩諸塞州的洛厄尔的柬埔寨佛寺

美國東部柬埔寨裔最多的城鎮為麻薩諸塞州的洛厄尔，為柬裔人口次多的美國城鎮，有約13%的居民為柬裔，大多於1980年代中期前來，在當地經營小本生意，鄰近洛厄尔的林恩則為美國柬裔人口第三多的城鎮。此外羅德島州的普罗维登斯、緬因州的波特蘭、紐約州的由提卡、宾夕法尼亚州的費城以及華盛頓特區也有一定的柬裔美國人。
南方州份中，佛羅里達州的杰克逊维尔、南卡羅萊納州的斯帕坦堡縣、北卡羅來納州夏洛特、亞特蘭大都會區以及紐奧良都會區（布拉斯 (路易斯安那州)）都有一定規模的柬埔寨裔社群，其中布拉斯有9%人口為柬裔，許多人捕魚或捕蝦為生。中西部州份裡明尼蘇達州明尼阿波利斯-聖保羅都會區有苗族裔和柬埔寨裔的族群，羅徹斯特有1.2%人口為柬裔。

## 文化
有些美國城鎮有柬埔寨城（小柬埔寨），開設柬埔寨餐廳、商店與藥局等，南加州長灘的柬埔寨城除此之外還開設傳統高棉武術、高棉語與佛教唸謠的課程。
美國有兩間以柬埔寨裔美國人為主題的博物館：西雅圖的柬埔寨文化博物館（Cambodian Cultural Museum and Killing Fields Memorial ）和芝加哥的柬埔寨傳統博物館（National Cambodian Heritage Museum），皆成立於2004年。